# Filumè
|  | Aquest article tracta sobre un metge grec. Vegeu-ne altres significats a «Filumè (escultor)». |

Filumè (en llatí Philumenus, en grec antic Φιλούμενος) va ser un metge grec mencionat per un escriptor anònim (Anecd. Graeca, París. vol. IV, p. 196) que el descriu com un dels més eminents de la seva professió.
No es coneix res de la seva vida. El primer que el cita és Oribasi, el que vol dir que potser era contemporani o anterior a aquest i, per tant, que va viure al segle iv o abans. No s'han conservat els seus escrits però alguns fragments han estat preservats per Aeci. També el mencionen Alexandre de Tral·les i algun altre.